# Istoria critică a literaturii române
Istoria critică a literaturii române-cinci secole de literatură, este o lucrare de critică literară apărută în 2008, scrisă de Nicolae Manolescu.